# Hinterried
Hinterried ist ein Gemeindeteil von Buttenwiesen im schwäbischen Landkreis Dillingen an der Donau in Bayern. Er liegt eineinhalb Kilometer nordöstlich von Frauenstetten.

## Geschichte
Hinterried hieß ursprünglich nur Ried (für Rodung), ist also ein Ort der als Rodungssiedlung entstand. Zur Unterscheidung von anderen Orten gleichen Namens wurde der Ort nach seiner Stephanskirche St. Stephansried genannt, so erstmals 1445 überliefert. Seit dem 17. Jahrhundert wurde der Ort auch als Hinterried bezeichnet, dieser Name setzte sich im 19. Jahrhundert endgültig durch.
Hinterried gehörte zu den ganz wenigen Orten des Schwäbischen Reichskreises und des späteren Bayerisch Schwabens, in denen sich bis zum Ende des Alten Reiches keine einheitliche Landeshoheit und keine einheitliche Ortsherrschaft (Niedergerichtsbarkeit) ausgebildet hatte. Viele Merkmale staatlicher Zugehörigkeit verteilten sich auf diese sechs Herrschaftsträger:
- 4 Anwesen (Nr. 2, 6, 7 und 15): Fürstbistum Augsburg (Hochstift), Kloster St. Moritz zu Augsburg
- 4 Anwesen (Nr. 5, 9, 12 und 13): Deutscher Orden, Territorium Mergentheim-Franken, Ballei Franken, Kommende Donauwörth
- 3 Anwesen (Nr. 3, 4 und 14): Österreich, Markgrafschaft Burgau (Gerichtsvogteiamt Buttenwiesen)
- 2 Anwesen (Nr. 10 und 11): Freie Stadt Augsburg, Stiftung St. Jakob
- 1 Anwesen (Nr. 1): Kloster Kaisheim
- 1 Anwesen (Nr. 8): Kurbaiern, Landgericht Wertingen-Hohenreichen (seit 1768)

Lediglich die Hochgerichtsbarkeit und das Gassengericht lagen in einer Hand und wurden durch das Erzherzogtum Österreich ausgeübt (Markgrafschaft Burgau).
Die Grundherrschaftsverhältnisse entsprachen den niedergerichtlichen Verhältnissen.
In der Zeit von 1802 bis 1806 kamen durch die Säkularisation zunächst Teile des Ortes und durch die Mediatisierung der Rest an Bayern. Ab dem 1. Oktober 1813 gehörte der Ort zum Landgericht Wertingen. Zunächst gehörte Hinterried zur Gemeinde Frauenstetten und wurde dann zusammen mit diesem nach Buttenwiesen eingemeindet.

## Baudenkmäler

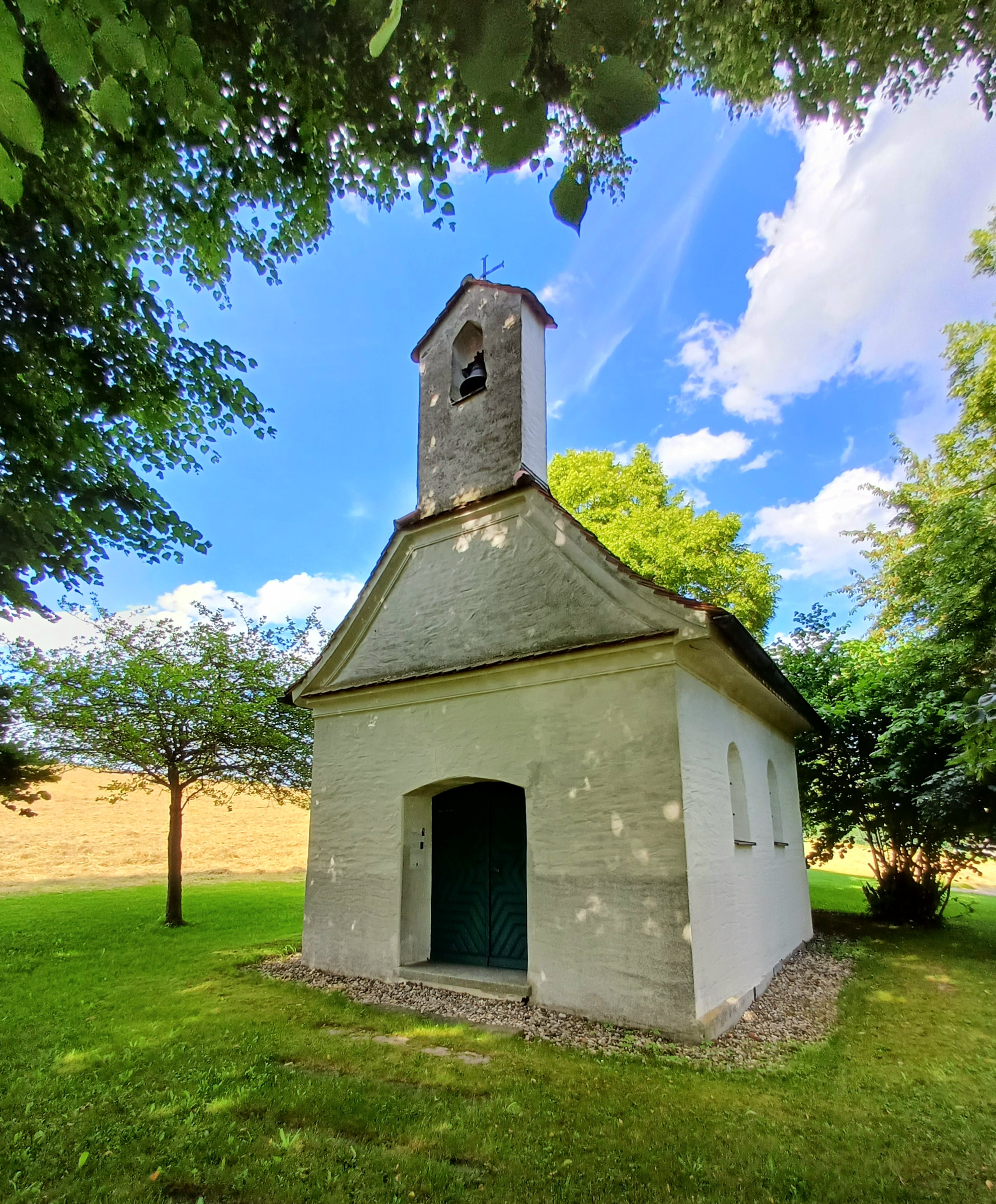
Kapelle St. Stephan

Eine Stephanskirche ist im bereits im 14. Jahrhundert überliefert. Die heutige Kapelle wurde 1914 an der Stelle eines Vorgängerbaus errichtet. Hinterried gehörte immer zur Pfarrei Frauenstetten.

## Wüstungen
Südöstlich von Hinterried befand sich bis 1885 der Höchstätthof, eine Einöde, die bereits Mitte des 12. Jahrhunderts genannt wird. Der Hof gehörte bis 1803 zum Reichsstift Kaisheim. Ortsmäßig zählte er nicht als Teil Hinterrieds, sondern als eigener Ort.